# Conversaciones de Salamanca
Las Primeras Conversaciones sobre Cine Español, también conocidas como Conversaciones de Salamanca, fueron unas jornadas organizadas por el director de cine Basilio Martín Patino en dicha ciudad desde el 14 al 19 de mayo de 1955,  a las cuales acudieron críticos, directores, representantes del sector intelectual, organismos de Estado… con el objetivo de hacer una reflexión acerca de las distintas corrientes cinematográficas que estaban teniendo lugar en España a partir de la Guerra Civil. Fue uno de los pocos casos en España en los que la industria del cine se reunía para analizar su funcionamiento y estructura, así como su situación creativa, con la salvedad del Congreso Hispanoamericano de Cinematografía, celebrado en Sevilla en el marco de la exposición Ibero-americana de 1929.

## Precedentes
En los años 50 entraron en colisión dos generaciones de cineastas: por un lado, la de aquellos que llevaban varios años en la industria y por otro, los recién salidos del Instituto de Investigaciones y Experiencias Cinematográficas. La producción de los primeros se basaba sobre todo en películas folklóricas, de inspiración histórica, adaptaciones literarias… pero acusadas de “artificiales” y “acartonadas” y de carecer de crítica social,  siendo ejemplos de las mismas Locura de amor  (1948) y Agustina de Aragón (1950), ambas de Juan de Orduña y que trataban, respectivamente, la historia de Juana la Loca y la resistencia española ante las tropas de Napoleón, dos temas icónicos del franquismo, junto con otras de temática religiosa como La fe (1947), de Rafael Gil. 

Entre tanto, los segundos propugnaban un modelo de cine más actual y realista, que fuera un verdadero testimonio de los problemas que ocurrían en la España de los 50. El estreno de Surcos (1951), de José Antonio Nieves Conde, supuso la evidencia de este choque de mentalidades. En ella se narraba la historia de una familia que se traslada del campo a la ciudad de Madrid con el fin de poder mejorar sus condiciones de vida, pero se encuentran con la dificultad de tener que adaptarse a ella y a sus ritmos de trabajo. Anteriormente se le había encargado a Juan de Orduña que dirigiera una película sobre Cristóbal Colón y el descubrimiento de América: ese mismo año se estrenaría Alba de América, producida por CIFESA y con numerosas alusiones al sentimiento de exaltación de valores nacionales. El por aquel entonces director general de Cinematografía y Teatro José María García Escudero decidió que fuese protegida Surcos con premios oficiales del Estado: la obra de Nieves Conde se convertiría en la primera película de estética neorrealista en recibir el “interés nacional”, en ese mismo año disputado con Alba de América. García Escudero se había negado a conceder el “interés nacional" a la obra de Orduña porque suponía una continuación del modelo cinematográfico de los 40, mientras que la crítica a la pobreza de Surcos supondría el cambio definitivo hacia otro modelo de cine distinto. Sin embargo, García Escudero se vio obligado a dimitir, y 12 días después del abandono de su cargo se le terminaría traspasando el “interés nacional” a Alba de América. 

Ese mismo año, Luis García Berlanga y Juan Antonio Bardem realizaron Esa pareja feliz, la cual sufrió también una mala acogida por parte de la industria. En ella se contaba la historia de un matrimonio que obtiene como premio de un concurso patrocinado por una marca de jabón la posibilidad que obtener todos los caprichos que quisieran durante 24 horas, un tema tratado desde la comedia pero que hacía que se pusieran en evidencia otros relacionados con las condiciones de vida de los españoles, las dificultades de la vivienda, del trabajo… Por ello, las ayudas estatales le fueron negadas y su estrenó fue retrasado hasta 1953, a raíz del éxito sin precedentes en 1952 de ¡Bienvenido, Míster Marshall!, también de Berlanga (ya separado de Bardem).

## Las Conversaciones
Basilio Martín Patino (después conocido por Nueve cartas a Berta, de 1965, y los documentales Canciones para después de una guerra -1971-, Queridísimos verdugos -1973- y Caudillo -1974- ) dirigía por aquel entonces el cine club del SEU de Salamanca. Junto a la revista Objetivo, en cuyo consejo de redacción estaban Juan Antonio Bardem y Ricardo Muñoz Suay  -entre otros-, ambos firmes defensores de Surcos y la alusión al neorrealismo que en ella se hacía, decidieron organizar en la ciudad de Salamanca un foro de reflexión sobre el cine español y su futuro, con especial énfasis en repasar y analizar las corrientes que tuvieron lugar hasta entonces para así intentar lanzar propuestas acerca de los derroteros por los que deberían ir las futuras producciones. El llamamiento, firmado por Muñoz Suay, el otro gran artífice de las jornadas, sería difundido a través de las revistas Cinema Universitario, la propia Objetivo, Índice y Alcalá. 

En un principio, estos congresos estaban orientados a estudiantes, pero terminaron acudiendo a ellos los profesionales más importantes de la industria del cine de la época. Entre las personalidades más destacadas estaban García Escudero, José Luis Sáenz de Heredia, Fernando Fernán Gómez, Fernando Lázaro Carreter, Antonio del Amo, Carlos Saura, Luis García Berlanga y Bardem. El objetivo de las mismas se encontraba en actualizar el cine español, en hacerlo más crítico y que se identificara más con una realidad que no era proyectada en las pantallas. Propugnaban un rechazo al cine predominante y que la estética realista fuese aceptada. Martín Patino, junto a Bardem, se encargó de firmar el siguiente texto: 

"El cine español vive aislado; aislado no sólo del mundo, sino de nuestra propia realidad. Cuando el cine de todos los países concentra su interés en los problemas que la realidad plantea cada día, sirviendo así a una esencial misión de testimonio, el cine español continúa cultivando tópicos conocidos (…). El problema del cine español es que (…) no es ese testigo que nuestro tiempo exige a toda creación humana".

Tuvo lugar un homenaje a ¡Bienvenido Míster Marshall! (Luis García Berlanga, 1953) y a Ladrón de bicicletas (Vittorio de Sica, 1948) en las proyecciones, además del estreno de Muerte de un ciclista, de Bardem. Este último resumió a modo de conclusión de lo expuesto en las jornadas la realidad del cine nacional en un famoso quinteto:  

“El cine español es: Políticamente ineficaz.

Socialmente falso.

Intelectualmente ínfimo.

Estéticamente nulo.

Industrialmente raquítico”. 

Los asistentes sostenían que se trataba de un cine pobre, por lo que interesaba que se realizara aprovechando los bajos presupuestos. Además, debía conformarse un cine nacional capaz de romper con el aislamiento internacional de España, por lo que era imprescindible que en las películas se apelara, además de a la tradición realista, al humanismo. Se decidió finalmente que era necesario que tanto las producciones como el panorama cinematográfico español en general cumplieran las siguientes características, partiendo de la base de lo imprescindible que era el reconocimiento del valor cultural del cine como medio de expresión contemporáneo:
- El cine debía reflejar la situación por la que estaba pasando el hombre español, sus conflictos y su realidad tanto en épocas anteriores a los años 50 como en éstos, poniendo especial énfasis en el contexto social de dicha década.
- El Estado debía plantear una política congruente con sus principios, en el sentido de que las ayudas económicas se efectuasen sobre películas de calidad artística, siendo éstas las que tendrían que recibir el “interés nacional”: la “calidad artística” y el “interés nacional” tendrían que ser entendidos como sinónimos.
- Era necesaria la determinación clara de qué temas y/o asuntos eran los “inabordables”: se exigía el acuerdo de unas reglas más precisas para fijar los verdaderos límites de lo “censurable”, pero lo suficientemente amplias para que se puedan llegar a afrontar los temas más trascendentales. Además pedían que la censura no hiciese distinciones entre el cine nacional y el extranjero. La censura moral solo podría ejercerla la Iglesia docente, y ningún organismo oficial estaría autorizado para cambiar los dictámenes de la misma.[8]
- Por otra parte, se exigía la necesidad de una crítica “honrada y libre” y la creación de la Federación de Cineclubs.[11]

## Balance/Repercusión posterior
A corto plazo, estas jornadas resultaron ineficaces en un principio, ya que las autoridades seguirían actuando como lo hacían antes: no se cambió ninguna disposición legal. Aunque las Conversaciones calaran en los ambientes intelectuales, universitarios y artísticos y sus peticiones fueran apoyadas por la crítica extranjera (ya que algunas películas tuvieron éxito en ciertos festivales internacionales), tan solo dos años después, el Ministerio intervino en el guion de Los jueves, milagro (1957), de Luis García Berlanga, en la cual se hacía una parodia sobre la devoción religiosa a través de la historia de un grupo de habitantes del pueblo de Fuentecilla, los cuales organizaban la aparición de un santo (concretamente San Dimas) para poder atraer turismo y así aumentar los ingresos del lugar. El padre Garáu, uno de los censores, colaboró en la reescritura del guion de Berlanga, lo que implicó que se cambiara más de media película respecto del original. 

Sin embargo, las conclusiones obtenidas de las Conversaciones generarían a largo plazo una verdadera respuesta de renovación. Éstas, junto con otras también tratadas, como las reflexiones acerca de la ordenación jurídica del cine, los contratos laborales, las coproducciones, la crítica periodística, la situación monopolística en la que se encontraban el noticiario oficial del NO-DO, la solicitud de becas y la necesidad de un profesorado de calidad para la IIEC (así como la potenciación de la enseñanza cinematográfica como tal) sí que fueron puestas en práctica en mayor o menor medida por el régimen cuando, hacia 1962, el por aquel entonces ministro de Información y Turismo Manuel Fraga Iribarne devolvió a García Escudero el puesto de director general de Cinematografía. Además, los cambios de naturaleza aperturista en la política cultural de España propuestos por Fraga propiciaron la aparición de nuevos artistas, ya que su objetivo general estaba en que el país se adaptara a las tendencias europeas (incluidas las más vanguardistas).
De la mencionada II Escuela de Cine (anteriormente conocida como Escuela Oficial de Cine o EOC), cuya dirección recaería sobre Carlos Saura, salieron los cineastas que mayor repercusión tendrían sobre la producción de las décadas de los 60 y 70, ya que en sus obras se irían introduciendo elementos procedentes del lenguaje cinematográfico moderno, dando lugar a la corriente conocida como “Nuevo Cine Español”, encabezada por películas como Del rosa al amarillo (1963), de Manuel Summers; La tía Tula (1964), de Miguel Picazo; La caza (1965), del propio Saura; la mencionada Nueve cartas a Berta (1965), de Martín Patino; El espíritu de la colmena (1973), de Víctor Erice; o Furtivos (1975), de José Luis Borau. En términos generales, se trataba de producciones en las que se trataban temas relacionados con las inquietudes de la juventud, la crítica a la cotidianeidad, la frustración que produce la falta de libertad, los vínculos familiares deteriorados… recurriendo a un lenguaje en ocasiones elíptico y con numerosas segundas lecturas, lo que hacía que la censura fuese más permisiva con ellas.